# Grande mídia
Grande Mídia ou Imprensa Tradicional (português brasileiro) ou Grandes Média (português europeu) é uma expressão usada para designar a mídia (português brasileiro) ou os média (português europeu) de massas, que influencia(m) um grande número de pessoas, refletindo correntes de pensamento dominantes. Ela pode ser contrastada com meios de comunicação alternativos (como a mídia/média independente), que podem conter conteúdo com pensamento mais divergente.
Os grandes conglomerados de mídia/média, incluindo jornais e meios de transmissão, que sofreram sucessivas incorporações nos Estados Unidos e em outros lugares, são muitas vezes referenciados pelo termo. Esta concentração de propriedade da/dos mídia/média tem levantado a preocupações sobre uma homogeneização dos pontos de vista apresentados aos consumidores de notícias e de espetáculos do audiovisual. Consequentemente, o termo "mídia/média tradicional" tem sido amplamente utilizado no sentido de oposição, ou de desprezo, em debates sobre os meios de comunicação de massa e o viés midiático/mediático.
Segundo o filósofo Noam Chomsky, organizações de mídia com uma audiência de elite, como a CBS News e o The New York Times, são empresas de sucesso com os ativos necessários para envolver-se em reportagens originais, definem o tom para outras organizações menores de notícias que carecem de tais recursos, através da criação de notícias em cascata que usam agências de notícias, como a Associated Press, como agregador. A/OS grande(s) mídia/média define a agenda e organizações menores a replicam. No Brasil, algumas poucas famílias controlam os principais meios de comunicação, cenário que se repete em outros países. Outros como Michael Parenti, considera que a ideologia dominante consegue ser transferida para as/os mídias/média alternativas/os que se alimentam do anticomunismo de esquerda de intelectuais como Noam Chomsky, apesar da postura deste em relação a/os grande(s) mídia/média e aos Estados Unidos.